# Lill-Guorpatjärnen
Lill-Guorpatjärnen är en sjö i Arvidsjaurs kommun i Lappland och ingår i Åbyälvens huvudavrinningsområde.